# Фаркач, Гинек
Ги́нек Фа́ркач (чеш. Hynek Farkač; род. 29 мая 1954, Йиглава) — чешский дирижёр.
Окончил Пражскую консерваторию (1975) по классу виолончели, ученик Православа Садло. Играл в Камерном оркестре имени Сука. Затем в 1980 году окончил Пражскую музыкальную академию как дирижёр, учился, в частности, у Вацлава Ноймана, Алоиса Климы и Богумира Лишки. В 1984 году был удостоен второй премии на Безансонском международном конкурсе молодых дирижёров.
В 1982—1991 гг. работал в Южночешском филармоническом оркестре (Ческе-Будеёвице). Одновременно в 1988—1991 гг. главный дирижёр Симфонического оркестра Градца-Кралове. С 1994 г. преподаёт в Пражской консерватории. В 2000—2005 гг. возглавлял Пльзеньский филармонический оркестр.
С Пльзеньским филармоническим оркестром записал альбом с музыкой Николауса Крафта, с камерным оркестром Archi Boemi — концерты Баха, Генделя, Вивальди, Альбинони, чешских композиторов Йозефа Рейхи и Йозефа Фиалы.